# Plecotus

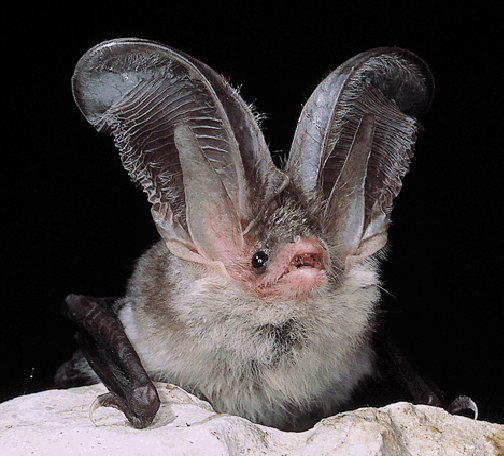
Plecotus sardus

Plecotus és un gènere de ratpenats de la família dels vespertiliònids.

## Taxonomia
- Plecotus ariel
- Ratpenat orellut septentrional (P. auritus)
- Ratpenat orellut meridional (P. austriacus)
- Plecotus balensis
- Plecotus christiei (Gray, 1838)
- Plecotus homochrous (Hodgson, 1847)
- Plecotus kolombatovici (Dulic, 1980)
- Plecotus kozlovi (Bobrinskii, 1926)
- Ratpenat orellut alpí (Plecotus macrobullaris) (Kuzjakin, 1965)
- Plecotus ognevi (Kishida, 1927)
- Plecotus sacrimontis (G. M. Allen, 1908)
- Plecotus sardus (Mucedda, Kiefer, Pidinchedda & Veith, 2002)
- Plecotus strelkovi (Spitzenberger et al., 2006)
- Plecotus taivanus (Yoshiyuki, 1991)
- Ratpenat orellut canari (Plecotus teneriffae) (Barrett-Hamilton, 1907)
- Plecotus turkmenicus (Strelkov, 1988)
- Plecotus wardi (Thomas, 1911)